# Marieberg, Örebro kommun
Marieberg är en tidigare tätort i Örebro kommun, cirka 7 km söder om Örebro. Orten förlorade 2010 sin status som tätort då den vuxit ihop och blivit en del av tätorten Örebro.
Mosåsvägen mellan Örebro och Kumla går förbi Marieberg. I Marieberg fanns förr en järnvägshållplats utefter Statsbanan Hallsberg–Örebro, numera Godsstråket genom Bergslagen.
Förr fanns flera mataffärer, en vid järnvägen och Mobacka Livs på Moholmsvägen i Mobacka. Det fanns också ett postkontor i samma byggnad, samt Saron, som tillhörde Adolfsbergs Baptistförsamling. Mobacka är en del av Marieberg, där bland annat skolan är belägen. Förr fanns också flera grustag i området, där det emellanåt kördes rallycross med bland andra Stig Blomqvist, Per Eklund och Björn Waldegård. Det har även funnits flera handelsträdgårdar, som Bengtssons öster om järnvägen. Öster om järnvägen finns också en skog, Amerikaskogen gränsar till Adolfsberg. 
Mariebergs köpcentrum ligger inte i Marieberg, utan är beläget i området Rävgräva/Palmbohult. Palmbohult som gränsar till Marieberg var två gårdar från 1600-talet. De revs under 2020-talet för att bereda plats åt industrier. Delar av trädallér finns kvar.

## Befolkningsutveckling
| Befolkningsutvecklingen i Marieberg 1960–2005                                             | Befolkningsutvecklingen i Marieberg 1960–2005 | Befolkningsutvecklingen i Marieberg 1960–2005 | Befolkningsutvecklingen i Marieberg 1960–2005 | Befolkningsutvecklingen i Marieberg 1960–2005 |
| ----------------------------------------------------------------------------------------- | --------------------------------------------- | --------------------------------------------- | --------------------------------------------- | --------------------------------------------- |
|                                                                                           |                                               |                                               |                                               |                                               |
| År                                                                                        |                                               |                                               | Folkmängd                                     | Areal (ha)                                    |
| 1960                                                                                      | 1960                                          |                                               | 615                                           |                                               |
| 1965                                                                                      | 1965                                          |                                               | 986                                           |                                               |
| 1970                                                                                      | 1970                                          |                                               | 1 110                                         |                                               |
| 1975                                                                                      | 1975                                          |                                               | 1 051                                         |                                               |
| 1980                                                                                      | 1980                                          |                                               | 1 098                                         |                                               |
| 1990                                                                                      | 1990                                          |                                               | 1 154                                         | 198                                           |
| 1995                                                                                      | 1995                                          |                                               | 1 124                                         | 200                                           |
| 2000                                                                                      | 2000                                          |                                               | 1 175                                         | 200                                           |
| 2005                                                                                      | 2005                                          |                                               | 1 181                                         | 203                                           |
| Anm.: Namnändring 1980 från Närkes Marieberg till Marieberg. Sammanvuxen med Örebro 2010. |                                               |                                               |                                               |                                               |

## Samhället
I Marieberg ligger Örebrotravet.